# Olfi
Olfi er en dansk abonnementsbaseret netavis, der dækker dansk forsvars- og sikkerhedspolitik. Grundlægger og redaktør er journalist Peter Ernstved Rasmussen, der har i en baggrund i Forsvaret, bl.a. som reserveofficer i Den Kongelige Livgarde.
Olfi er selvstændigt og uafhængigt af Forsvaret og andre økonomiske og politiske interesser. Mediet citeres jævnligt i danske omnibusmedier, og redaktøren benyttes ofte som kilde og ekspert.
Mediet er opkaldt efter korvetten Olfert Fischer, i Forsvaret ofte forkortet og omtalt som OLFI. Skibet blev i 1990 udsendt for at håndhæve FN's sanktioner mod Irak, efter landets invasion og okkupation af Kuwait. Udsendelsen markerede en ændring i den danske udenrigspolitik over mod en mere aktivistisk sikkerheds- og udenrigspolitik.
I 2019 blev redaktør Peter Ernstved Rasmussen tildelt Graverprisen af Foreningen for Undersøgende Journalistik for ene mand at have afdækket om nepotisme, embedsmisbrug og inhabilitet blandt de øverste chefer i Forsvaret og Forsvarsministeriet. Hans artikler for Olfi førte blandt andet til, at hærchef Hans-Christian Mathiesen i oktober 2018 blev fritaget for tjeneste.